# Vasalemma (fleuve)
Pour les articles homonymes, voir Vasalemma.
Le Vasalemma (en estonien : Vasalemma jõgi ; en allemand : Fluß Wassalem) est un fleuve qui traverse une partie de la région d’Harju au nord de l’Estonie.

## Géographie
Il prend sa source près du village de Kernu, traverse Vasalemma et se jette dans la baie de Pakri dans la mer Baltique, près du village de Madise (commune de Padise). C’est un des fleuves les plus longs d’Estonie septentrionale, puisqu’il mesure 50 km de long.